# WD 1145+017 b
WD 1145+017 b (noto anche con la sua designazione EPIC 201563164.01), è un oggetto esoplanetario confermato, probabilmente roccioso, in orbita intorno alla stella nana bianca WD 1145+017. È stato scoperto dalla Missione Kepler della NASA K2: Second Light. Si trova a circa 570 anni luce (174 parsec, o quasi 5,393×1015 km) di distanza dalla Terra nella costellazione della Vergine. L'oggetto è stato trovato utilizzando il metodo del transito, in cui viene misurato l'effetto di oscuramento che un pianeta provoca mentre passa davanti alla sua stella. Il pianeta minore è notevole perché è il primo oggetto planetario osservato transitare su una nana bianca, fornendo indizi sulle sue possibili interazioni quando la sua stella madre raggiunse la fine della sua vita come gigante rossa.

## Scoperta
L'oggetto planetario è stato scoperto dalla navicella spaziale Keplero nella sua missione secondaria, K2: Second Light, un'estensione della sua missione originale dal 2009 al 2013. Le osservazioni sono state fatte per un periodo di circa un mese a partire da aprile 2015 usando il telescopio da 1,2 m all'Osservatorio Whipple insieme a un altro telescopio situato in Cile. La stella nana bianca non era stata originariamente presa in esame come parte della missione, tuttavia i dati hanno rivelato che vi erano dei cali nella curva della luce di questa stella e, a causa di questi, sono state condotte ulteriori indagini per capire a cosa fossero dovuti, con la stessa procedura utilizzata sulle stelle esaminate dalla missione K2.
Sono stati rilevati due transiti l'11 aprile a distanza di 4 h l'una dall'altro, e di nuovo il 17 aprile, tuttavia quest'ultimo era sfasato di 180° (probabilmente a causa dell'inclinazione orbitale) rispetto ai transiti dell'11 aprile. Gli spettri di WD 1145+047 sono stati studiati e hanno rivelato che la stella conteneva Magnesio, Alluminio, Silicio, Calcio, Ferro e Nichel. I tempi di assestamento di questi elementi erano molto più brevi dell'età di raffreddamento della nana bianca (175 Ma), quindi dovevano essere stati depositati abbastanza di recente, probabilmente solo 1-2 milioni di anni fa. È stato ipotizzato che fosse la prova di un pianeta nano roccioso in via di disintegrazione in orbita attorno a WD 1145+017 con una bassa massa di 0,0006678 M⊕, paragonabile alla massa di alcuni dei grandi asteroidi nel sistema solare.
La scoperta è stata quindi pubblicata sulla rivista Nature il 22 ottobre 2015, descrivendo la natura del sistema.

## Caratteristiche

### Massa, raggio e temperatura
WD 1147+017 b è un pianeta nano, un esopianeta che ha una massa e un raggio più piccoli di quello della Terra. Probabilmente ha una temperatura superficiale di circa 4 000 K (3 730 °C; 6 740 °F) a causa della sua estrema vicinanza alla sua stella. Ha un raggio probabile di 0,15 r⊕, circa 1000 km, all'incirca due volte più grande delle dimensioni del pianeta nano Cerere nel sistema solare, che ha un raggio di circa 490 km (300 mi). L'oggetto esoplanetario ha una massa di 0,0006678 M⊕.

### Stella madre
L'oggetto planetario orbita attorno a una stella nana bianca (di tipo DB). Quest'ultima ha già terminato la sua vita nella sequenza principale e continuerà a raffreddarsi per miliardi di anni a venire. Sulla base di studi recenti e della sua massa, l'astro era probabilmente una stella di sequenza principale di primo tipo F (tipo spettrale F0) prima di diventare una gigante rossa. La stella ha una massa di 0,6 M⊙ e un raggio di 0,02 R⊙ (1,4 r⊕). Ha una temperatura di 15900 K e l'età di raffreddamento è di 175 milioni di anni. In confronto, il Sole ha 4,6 miliardi di anni e ha una temperatura superficiale di 5778 K.
La magnitudine apparente della stella, o quanto appare luminosa dalla prospettiva della Terra, è 17. Pertanto, è troppo fioca per essere vista ad occhio nudo.

### Orbita
WD 1145+017 b orbita attorno alla sua stella madre con un periodo orbitale di 0,1875 giorni e un raggio orbitale di circa 0,005 volte quello della Terra (rispetto alla distanza del Mercurio dal Sole, che è di circa 0,38 au). È uno dei periodi orbitali più brevi conosciuti finora, anche se molti altri esopianeti hanno periodi più brevi.

## Vaporizzazione
WD 1145+047 b è attualmente vaporizzato dalla sua stella a causa della sua estrema vicinanza ad essa. Le nane bianche di solito hanno le dimensioni della Terra e hanno la metà della massa che avevano quando erano nella sequenza principale. A causa di ciò e della temperatura rovente del residuo stellare, i minerali rocciosi vengono vaporizzati dalla superficie di questo oggetto, formando anche un disco di polvere caldo che è stato osservato intorno alla stella. È probabile che WD 1145+017 b sia destinato a disintegrarsi in futuro (tra 100 e 200 milioni di anni rispetto ad ora) a causa dell'ulteriore vaporizzazione e del processo di ablazione. È probabile che il pianeta sia colpito da numerosi oggetti più piccoli, fino a 90 km (56 mi), poiché sembra che non vi sia solo un oggetto a trovarsi in orbita attorno alla nana bianca, ma diversi planetesimi, che sono verosimilmente responsabili di alcune delle variazioni dei dati della curva di luce. Gli oggetti più piccoli sono in grado anche di lanciare in orbita i detriti all'impatto, che possono così causare delle variazioni nella luminosità rilevata.
WD 1145+017 b aiuta a spiegare come un sistema planetario possa evolversi dopo che la sua stella madre ha espulso i suoi strati esterni formando una nebulosa planetaria, fino alla sua morte finale come nana nera.